# Bertholdia fumida
Bertholdia fumida är en fjärilsart som beskrevs av William Schaus 1910. Bertholdia fumida ingår i släktet Bertholdia och familjen björnspinnare. Inga underarter finns listade i Catalogue of Life.